# Garuva
Garuva est une ville brésilienne du nord de l'État de Santa Catarina.

## Géographie
Garuva se situe par une latitude de 26° 01′ 36″ sud et par une longitude de 48° 51′ 18″ ouest, à une altitude de 25 mètres. Sa population était de 14 762 habitants au recensement de 2010. La municipalité s'étend sur 501 km2.
Elle fait partie de la microrégion de Joinville, dans la mésorégion Nord de Santa Catarina.

## Villes voisines
Garuva est voisine des municipalités (municípios) suivantes :
- Itapoá
- Joinville
- Campo Alegre
- Tijucas do Sul dans l'État du Paraná
- Guaratuba dans l'État du Paraná